# Słojki
Słojki – wieś sołecka w Polsce położona w województwie mazowieckim, w powiecie makowskim, w gminie Rzewnie. Wieś dawniej nazywała się Słowiki
Miejscowość należy do rzymskokatolickiej parafii św. Jacka w Rzewniu.
W latach 1975–1998 miejscowość administracyjnie należała do województwa ostrołęckiego.